# عروبة الإمام أبي حنيفة النعمان (كتاب)
كتاب عروبة الإمام أبي حنيفة النعمان يعد أبي حنيفة النعمان بن ثابت الكوفي، من أهم الشخصيات في تاريخ الحضارة العربية الإسلامية والتي كان لها دور في النهضة العربية الإسلامية فهو صاحب مدرسة فقهية، وصاحب المسجد الكبير في بغداد، وهذا الكتاب للدكتور المؤرخ ناجي معروف والذي يؤكد فيه الأصل العربي للأمام أبي حنيفة وكونه من عرب العراق الذين استوطنوا قبل الإسلام.

## المؤلف
ولد الدكتور ناجي معروف في الأعظمية عام 1328هـ/1910م، وبها نشأ وتعلم القرآن في صغره، ثم أكمل دراسته فيها وتخرج من دار المعلمين العالية.
عين مدرساً في الإعدادية المركزية في بغداد. ثم سافر إلى فرنسا وألتحق بجامعة السوربون عام 1935م، وأكمل دراسة الماجستير والدكتوراه، ونشبت بعدها الحرب العالمية الثانية فعاد إلى بغداد، قبل أن يناقش الرسالة وعاد معه الدكتور مصطفى جواد، والدكتور سليم النعيمي، وهما مثله كانوا بانتظار مناقشة الرسالة.
والدكتور ناجي معروف قد أعتقل بعد ثورة رشيد عالي الكيلاني في عام 1941م، في العمارة والفاو ولبث في المعتقل ثلاث سنوات، وعين بعد فشل ثورة مايس في مديرية الآثار العامة وفي عام 1946م عين مديرا لأوقاف بغداد، ثم عين بعد ذلك عميداُ لكلية الإمام الأعظم و الدكتور ناجي معروف عم المؤرخ المعروف بشار عواد معروف .
وعين في عام 1952م، عميداً لكلية الشريعة، وفي عام 1963م، عين عميداً لكلية الآداب بجامعة بغداد. 
وفي عام 1965م، عين عضواً في مجلس الخدمة وفي عام 1972م، أنتخب عضواً عاملا في المجمع العلمي العراقي. كما أنتخب عضواً في مجمع اللغة العربية بدمشق في سوريا. وعين أستاذاً في قسم التاريخ للدراسات العليا في جامعة بغداد. وكان عضواً في مجلس أمانة بغداد.
ومن أهم إنجازاته أنه كان أحد المساهمين في تأسيس جمعية منتدى الإمام أبي حنيفة في الأعظمية عام 1968م، وانتخب رئيساً لها لمدة تسع سنوات حتى وفاته، ولقد سعى من خلالها لأنشاء المساجد والجمعيات الخيرية في القرى والأرياف.
كما نال شهادة الدكتوراه من جامعة القاهرة عام 1971م، للمرة الثانية.
أدى ناجي معروف فريضة الحج مرتين ثم سافر إلى مكة لأداء مناسك العمرة في شهر شعبان وبعد الفراغ من مناسك العمرة توفي في مدينة جدة، ليلة الأثنين غرة شهر رمضان عام 1397هـ/15 آب 1977م.

## عرض الكتاب
تجمع جميع الروايات التاريخية المتداولة على عراقية الرجل وعراقية ولادته وتختلف، في أصل أسرته، فمنهم من قال فارسي ومنهم من قال أفغاني ومنهم من قال عربي.
وهنا وجب علينا البحث والتدقيق والتقرير، حسب المعطيات التاريخية والجغرافية المتاحة.
فمن الثابت والمعلوم تاريخيا، إنه ولد في العراق والراجح ان جده ولد في الأنبار من أرض بابل (العراق). وتؤكد المصادر التاريخية ان العراق كانت تسكنه القبائل العربية قبل الفتح الإسلامي للعراق، بشكل كبير وكان لها الدور الكبير والمتميز في عمليات التحرير العربية الإسلامية، وأجمعوا على أن ديانة أهله كانت نصرانية وهي ديانة عرب العراق وديانة دولة المناذرة العربية، بل ان اسم الإمام أبو حنيفة النعمان فيه دلالة تاريخية كبيرة على انتماء آبائه إلى عرب العراق الذين سكنوه قبل الإسلام فهو اسم لملك مهم من ملوك العراق العرب، وكانت له صولات ضد الدولة الساسانية التي كانت تسيطر على أهل العراق لحقبة طويلة من الزمن.
وقد قال الخطيب البغدادي (ت463هج): كان أبو حنيفة نبطيا، أي من عرب سواد العراق، وفي رواية أخرى للخطيب يؤكد انه أنحدر من الأنبار في غرب العراق، وهو الراجح لدينا لأنه المكان الوحيد الذي حدد بالذات داخل أرض بابل مما يدل ثبوت الرواية، وفي رواية مرفوعة إلى حفيده القاضي إسماعيل بن حماد، قال: نحن أبناء فارس الأحرار، والمعروف إن الأبناء في تلك الحقبة من العرب المولدين ومن المعلوم ان عاصمة فارس كانت المدائن (طيسفون) أي المقصود إنه من أبناء العراق، والذي كان جزءا من دولة فارس الساسانية ومركزها والرجل تحدث عن المكان لا العرق، وأكد ابن ساباط انحداره العربي العراقي بالقول: (ولد أبو حنيفة وأبوه نصراني)، والمعروف ان عرب العراق نصارى وأما فرس العراق زرادشتيون وهم قلة، وقد رجعت إلى ديارها في فارس بعد الفتح الإسلامي، وقال الكردري في مناقب أبي حنيفة، وهو من أعلام الأحناف، إن أبا حنيفة من أهل بغداد قبل دخول العباسيين اليها وقال: إنه من أهل بابل (والعراق كله كان يعرف ببابل، وبابل التاريخية هي العراق الحالي.
(حوار مع طه باقر):
ومجموع هذه الروايات تؤكد تحريف كلمة بابل إلى كلمة كابل عند ابن النديم والذي قال انه من كابل، وهذا ليس له سند تاريخي أو جغرافي.
واستنادا إلى مقولة: (أهل مكة أدرى بشعابها)، تؤكد المصادر الحنفية، إنه عربي الأرومة، وإن ثابت بن المرزبان، من بني يحيى بن زيد بن أسد، من عرب الأزد الذين هاجروا من اليمن وسكنوا أرض العراق بعد انهيار سد مأرب جراء سيل العرم.
وهناك بعض الدراسات الحديثة، تصر إصرارا مقيتا على كونه فارسي، بدون التثبت من المعلومة أو حتى مقارنتها مع مثيلاتها، ككتاب الفقيه المصري (محمد أبو زهرة في كتابه عن أبي حنيفة)، والرجل فقيه لا مؤرخ وان كتب في تاريخ الفقه، ورجاله، ومن جاء بعده أعتمد عليه مع الأسف الشديد، ولقد أخبرني الشيخ محمود شلتوت (شيخ الأزهر الشريف) إنه مقتنع تماما ان الإمام الأعظم عربي النسب، وقد ناقش أبا زهرة في كتابه بعد نشره ووعده بنشر النقاش ولكن المنية لم تمهل الرجل والذي أشار في هامش كتابه إلى وجود هذه الروايات التي تقول بعروبة الإمام الأعظم وينسبها إلى متعصبي الحنفية ولست أدري هل درى إن الحنفية هم أصحاب مذهبه وأتباعه وأعرف الناس به وبتاريخه.

## المستشرقون
ومن المستشرقين أستغرب المستشرق الكبير، كارل بروكلمان في دراسته المنشورة، في المجلة الألمانية للمستشرقين، حول غفلة المؤرخين العراقيين عن عراقية أبي حنيفة وكونه من عرب الحيرة القدامى، ونسبته إلى غير أهله، وهو رمز بغداد الوطني، ومن الأحناف الهنود يؤكد الشيخ شاه ولي الله الدهلوي الفاروقي (ت1762) أن الإمام الأعظم من العرب لا غيرهم، وانتقد بشدة كل من نسبه لغيرهم.

## المؤرخون العراقيون
ولقد ذكر العلامة مصطفى جواد بحضور الدكتور حسين علي محفوظ والدكتور عبد العزيز الدوري، في دار المعلمين العالية، خلال مناقشته لموضوع عروبة اعلام العراق قال الرجل مقتنعا: الغريب نحن العراقيون ننسب اعلامنا إلى غيرنا، في ظل روايات، متوفرة في العديد من المصادر وان جل المصادر الحنفية تؤكد نسب ابي حنيفة العربي كونهم الأقرب والأدرى بصاحبهم واما ارتباطه بتيم فهو من باب الاتحاد القبلي وهذا معروف لان اغلب عرب العراق تحالف مع القبائل الفاتحة ودخلت معها في احلاف.
ومن المعلوم ان مصطفى جواد خط لنفسه منهجا معلوما وهو اعتماد المصادر القريبة لموضوع البحث: أي إذا كتب عن بغداد فيعتمد مؤرخا بغداديا وإذا كتب عن دمشق يعتمد مؤرخا دمشقيا وإذا كتب عن الشافعي يعتمد مؤرخا شافعيا.
وخلاصة تتبع المؤلف للموضوع المدون وغير المدون، ان الإمام ابي حنيفة عربي النسب، من عرب الأنبار في العراق والذين سكنوه قبل الإسلام، وهذا ما أكده الدكتور رشيد الخيون، والدكتور عماد عبد السلام رؤوف والدكتور حمدان عبد المجيد الكبيسي والدكتور لبيد إبراهيم أحمد، والدكتور محمد حميد الله والدكتور جمال الدين الشيال وغيرهم من كبار المؤرخين.

## خلاصة
ولد الإمام أبو حنيفة بالكوفة سنة 80 من الهجرة النبوية، الموافق لسنة 699 من الميلاد، على رواية يجمع عليها المؤرخون. وأبوه: ثابت بن النعمان بن زوطى بن ماه، وهناك خلاف في تحديد انتماءه العرقي، حيث توجد روايات متعددة، منها أنه من أصل فارسي وهذه الرواية متداولة ومعروفة، وفي رواية أنه من نبط العراق بابلي ، وهو ما رجحته عدد من الدراسات الأكاديمية، حيث أثبتت عروبته وإنه من أصل عربي عند المؤرخين العرب مثل مصطفى جواد، وناجي معروف ورشيد الخيون وغيرهم، ولقد ألف ناجي معروف كتابا يثبت فيه عروبته وانتماءه إلى أصل عربي بسند تأريخي، يبطل كل ما قيل عنه سابقا بإنه غير عربي، في كتابه هذا نفسه، واستنادا إلى مقولة: (أهل مكة أدرى بشعابها)، تؤكد المصادر الحنفية، إنه عربي الأرومة، وان ثابت بن المرزبان، من بني يحيى بن زيد بن أسد، من عرب الأزد الذين هاجروا من اليمن وسكنوا أرض العراق بعد انهيار سد مأرب جراء سيل العرم وباتو جزء من نبط العراق.